# Mackay Trophy
Il Mackay Trophy è un trofeo che fu donato nel 1911 da Clarence H. Mackay, dal quale prende anche il nome. Clarence H. Mackay, che successivamente fu anche a capo della Postal Telegraph-Cable Company donò il premio alla United States National Aeronautic Association. Da allora il premio viene assegnato annualmente da parte della United States Air Force per l'impresa dell'anno più meritevole in ambito aeronautico. Il trofeo viene attualmente conservato presso la Smithsonian Institution all'interno del National Air and Space Museum.